# The Promised Key
The Promised Key (Zaslíbený klíč) je náboženské dílo rastafariánského duchovního Leonarda Percivala Howella.
Bylo sepsáno roku 1935.
Obsahuje základní náboženské otázky rastafariánství, zaslíbené země Etiopie, představa Afriky jako Sionu a Haile Selassieho jako mesiáše černého lidu a druhého příchodu Krista, také myšlenky etiopanismu a biblická vysvětlení pro rastafariánskou praxi.